# مار مخايل

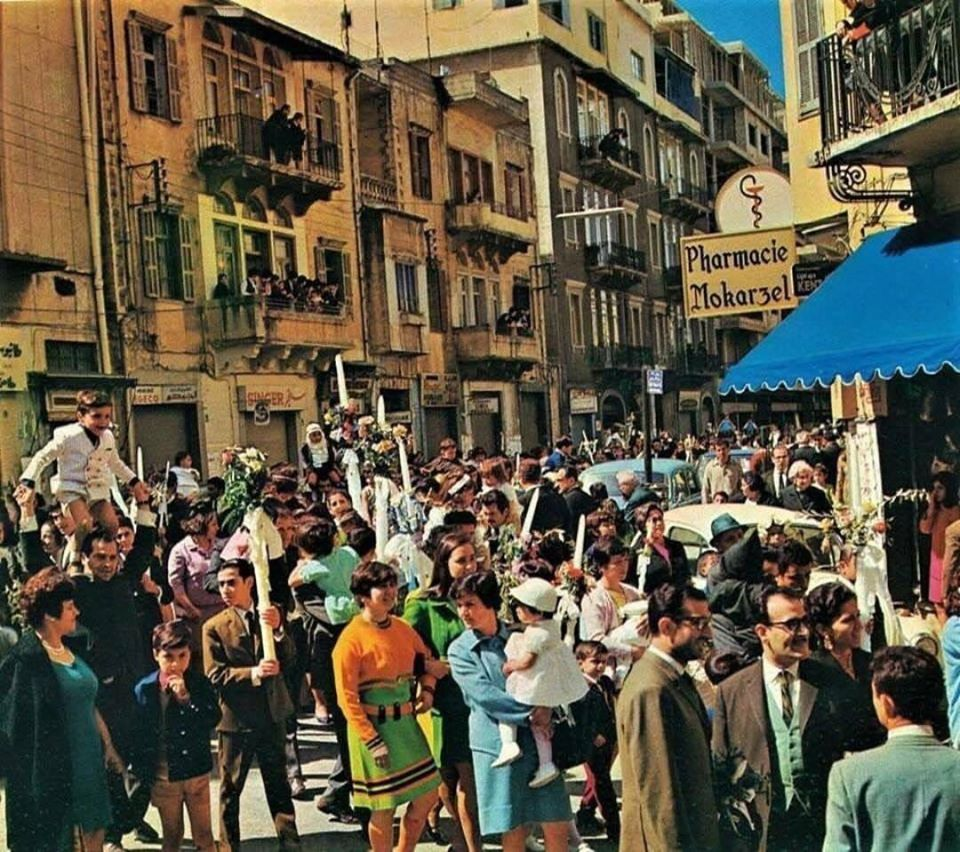

بلدة مار مخايل، بنابيل، تقع في لبنان، يجاورها بلدتا عين الزيتونة وعين الصفصاف، وهي قريبة من بلدة المروج وبلدة المتين. ودعيت بلدة «مار مخايل» سابقا بمزرعة «دير مار مخايل» - بنابيل، نظرا لوجود «الدير» فقط في تلك الأراضي، ونظرا لوجود الدير بالقرب من بلدة بنابيل التي تحدّه من جهة الغرب.
وهي من أقدم البلدات في لبنان. والجدير بالذكر هو انّ أبناء بلدة مار مخايل يملكون هويات باسم بلدة مار مخايل - بنابيل ويجب تصحيح هذا الخطأ المادي في الدوائر المختصة. ويمكن التأكد من هذا الأمر من أهالي مار مخايل - بنابيل من أرشيف دير مار مخايل - بنابيل التابع للرهبانية اللبنانية المارونية، والذي يعود تاريخه إلى عام 1731.